# Benhall (Cheltenham)
Pour l’article homonyme, voir Benhall.
Benhall est un district situé à l'ouest de la ville de Cheltenham dans le Gloucestershire.
En 2001 sa population était de 5 071 habitants.
On y trouve The Doughnut, siège du Government Communications Headquarters (GCHQ).